# Chapelle Saint-Roch de Floreffe
La chapelle Saint-Roch-et-Saint-Fiacre est un édifice religieux catholique sis à Floreffe, en province de Namur (Belgique). Construite en 1632 et agrandie au siècle suivant elle est classée au patrimoine immobilier de Wallonie.

## Histoire
Aux XVIe et XVIIe siècles des épidémies de peste ravageaient fréquemment les régions de Pays-Bas méridionaux. Ce fut à nouveau le cas en 1632, dans cette partie de la principauté de Liège, à Floreffe.  C’est de cette époque que date la chapelle Saint-Roch.  La pierre de fondation, fixée aujourd’hui sur le mur latéral extérieur, en est un silencieux témoin : ‘IHS/1632’.  Le cimetière où étaient enterrées les victimes de la peste se trouvait dans la vallée du Crolcul (un ruisseau, affluent de la Sambre), en contrebas de la chapelle. Sur la hauteur, - un massif rocheux au sud-est de l’abbaye de Floreffe - un sanctuaire fut construit en l’honneur de saint Roch, patron et protecteur, entre autres, des victimes de maladies contagieuses. On demande sa protection et soutien même après la mort. La chapelle se trouve sur une éminence rocheuse entre deux vallées.
Un peu plus d’un siècle plus tard, étant donné le nombre de pèlerins visitant la chapelle, elle est agrandie: on double son espace en prolongeant sa nef et un clocheton est érigé au dessus de sa façade. Cette partie est construite en pierre du pays. Du promontoire où se trouve la chapelle on peut voir l’abbaye et le bourg de Floreffe et, l’abbaye ayant des jardins proches du sanctuaire, on dédie ce dernier également à saint Fiacre, patron des jardiniers. D’où la seconde inscription que l’on peut voir sur une pierre au-dessus de la porte d’entrée : IHS/S.ROCH/ET/S.FIACRE/P.P.N./1744.
Comme partout ailleurs la période révolutionnaire française marque un temps d’arrêt aux pèlerinages et autres dévotions populaires dans la région. La chapelle est quasi abandonnée durant le XIXe siècle. Vers la fin du XIXe siècle cependant une restauration est entreprise à l’instigation de la nouvelle ‘confrérie de Saint-Roch’ avec les autorités communales et la fabrique d’église. Le bâtiment acquiert son aspect actuel. 

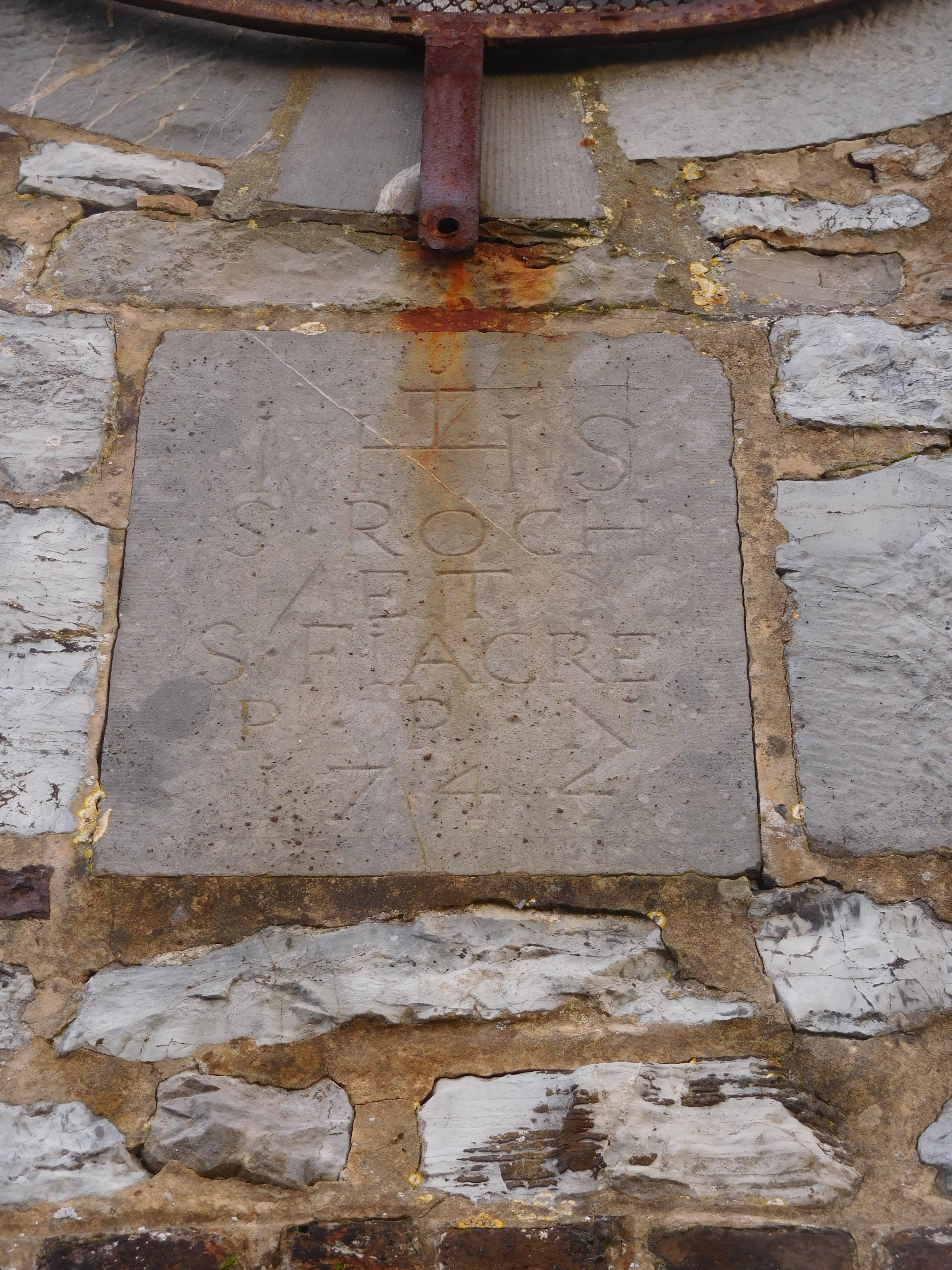
Pierre de refondation (1744): Saint-Roch-et-Saint-Fiacre

Aujourd’hui, le sanctuaire est délaissé et négligé. Les cérémonies religieuses y sont rares.  Cependant elle se trouve sur le circuit de la ‘marche Saint-Roch’ du mois d’aout (la fête liturgique de saint Roch est le 16 aout).  
L’état de la chapelle est déplorable. Le clocheton est enveloppé de bâches protectrices contre les intempéries. La situation est telle que, en 2019, l’accès de la chapelle et ses alentours fut interdit par un arrêté municipal, car jugé dangereux.   

## Description
Occupant une position proéminente et bien dégagée au sommet d’un petit massif rocheux la chapelle permet une vue panoramique remarquable du bourg et de l’abbaye de Floreffe.  Elle est entourée de trois tilleuls centenaires.

## Adresse
- Tienne Saint-Roch, 5150 Floreffe